# 塞耶鎮區 (內布拉斯加州瑟斯頓縣)
塞耶鎮區（英語：Thayer Township）是位於美國內布拉斯加州瑟斯頓縣的一個行政鎮區。

## 地方資料
塞耶鎮區的面積為62.03平方千米，皆為陸地。根據2020年美國人口普查的數據，當地共有人口111人，而人口密度為每平方千米1.79人。